# Hoenam-myeon
Hoenam-myeon (koreanska: 회남면) är en socken i kommunen Boeun-gun i provinsen Norra Chungcheong i den centrala delen av Sydkorea, 140 km sydost om huvudstaden Seoul.